# تقدم بالطبع
المتقدم بالطبع هو الشيء الذي لا يمكن أن يوجد شيء آخر إلا وهو موجود، وقد يمكن أن يوجد هو ولا يكون الشيء الآخر موجودا، كتقدم الواحد على الاثنين، فإن الاثنين يتوقف وجودهما على وجود الواحد، فإن الواحد متقدم بالطبع على الاثنين، وينبغي أن يزاد في تفسير المتقدم بالطبع قيد كونه غير مؤثر في المتأخر، ليخرج عنه المتقدم بالعلية.